# Lunge

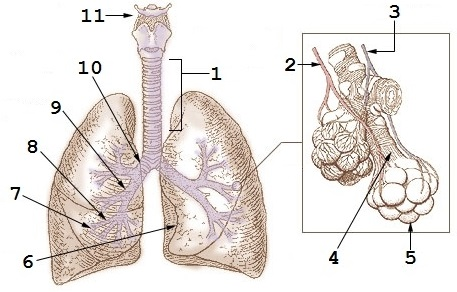
Schema der menschlichen Lunge. 1: Luftröhre, 2: Lungenvene, 3: Lungenarterie, 4: Alveolargang, 5: Lungenbläschen, 6: Herzeinschnitt, 7: kleine Bronchien, 8: Tertiärbronchus, 9: Sekundärbronchus, 10: Hauptbronchus, 11: Zungenbein

Die Lunge (lateinisch Pulmo) ist ein paariges Organ der Atmung; sie erfüllt den Zweck, eine große Oberfläche für den Gasaustausch zwischen Luft und Blut herzustellen. Echte Lungen kommen bei vielen luftatmenden Wirbeltieren vor, so bei den meisten landlebenden Wirbeltieren und manchen Fischen wie z. B. den Lungenfischen. Der Mensch hat zwei Lungen (Pulmo dexter für die rechte Lunge und Pulmo sinister für die linke), die im Deutschen auch als Lungenflügel oder Lungenhälften bezeichnet werden. Die linke ist in zwei und die rechte in drei Lungenlappen unterteilt. Der Gasaustausch geschieht auf Ebene der Lungenbläschen, die als Endstrukturen verästelter Luftwege mit der Luftröhre verbunden sind.
Durch Ein- und Ausatmen wird frische Luft an die Blut-Luft-Schranke herangeführt; dies ist keine Leistung der Lunge selbst (die Säugetierlunge besitzt keine Muskulatur), sondern des Zwerchfells und der Zwischenrippenmuskulatur. Der Pleuraspalt, dessen Flüssigkeitsfilm Kräfte über Ad- und Kohäsion überträgt, vermittelt die verschiebliche Lagerung der Lungen im Brustkorb; da sie bei dessen Ausdehnung die Tendenz haben, sich zusammenzuziehen, herrscht im Pleuraspalt ein Unterdruck.
Die Lungen entstehen embryonal als Ausstülpungen des Vorderdarms (siehe Kiemendarm) und gleichen zunächst Drüsen. Die Amphibien besitzen einfache Lungen; sie sind sackförmig und glattwandig oder nur schwach gekammert. Viel stärker gekammert sind sie bei den Reptilien. Bei Vögeln sind sie relativ klein, aber wegen der zusätzlich vorhandenen Luftsäcke auch viel komplizierter gebaut. Die Lungen der Säugetiere ähneln denen der Reptilien.

## Etymologie
Das deutsche Wort Lunge stammt über seine althochdeutsche Form lunguna letztlich von der indogermanischen Wurzel *lengu̯h ‚leicht (in Bewegung und Gewicht)‘ ab, sodass von der ursprünglichen Bedeutung als ‚die Leichte‘ ausgegangen werden kann. Sprachwissenschaftler erklären die Benennung mit dem bereits vor langer Zeit festgestellten Phänomen, dass die Lunge eines geschlachteten Tieres als einziges Organ auf dem Wasser oben schwimmt. Der medizinisch-lateinische Fachbegriff pulmo geht auf eine alternative Schreibweise des griechischen Wortes für Lunge zurück: altgriechisch πλεύμων (pleumon), dessen standardsprachliche Schreibweise πνεύμων (pneumon) u. a. dem Wort Pneumonie (= Lungenentzündung) zugrunde liegt.

## Die Lunge der Säugetiere
Beide Lungen der Säugetiere, auch als Lungenflügel bezeichnet, sind beweglich im Brustraum (Thorax) eingebettet. Mehr oder weniger tiefe Einschnitte teilen die Lunge in Lungenlappen (Lobi). Die Oberfläche der Lungen ist von einer glatten Auskleidung (Tunica serosa) überzogen, die in der Brusthöhle als Brustfell (Pleura) bezeichnet wird und unterteilt wird in Lungenfell (Lungenpleura) und Rippenfell (Thoraxpleura). Zwischen dem Brustfellüberzug der Lunge und der Brustfellauskleidung der Brusthöhle liegt der Pleuraspalt, ein mit wenig Flüssigkeit ausgefüllter Spaltraum, in dem ein Unterdruck herrscht.

### Aufbau der menschlichen Lunge

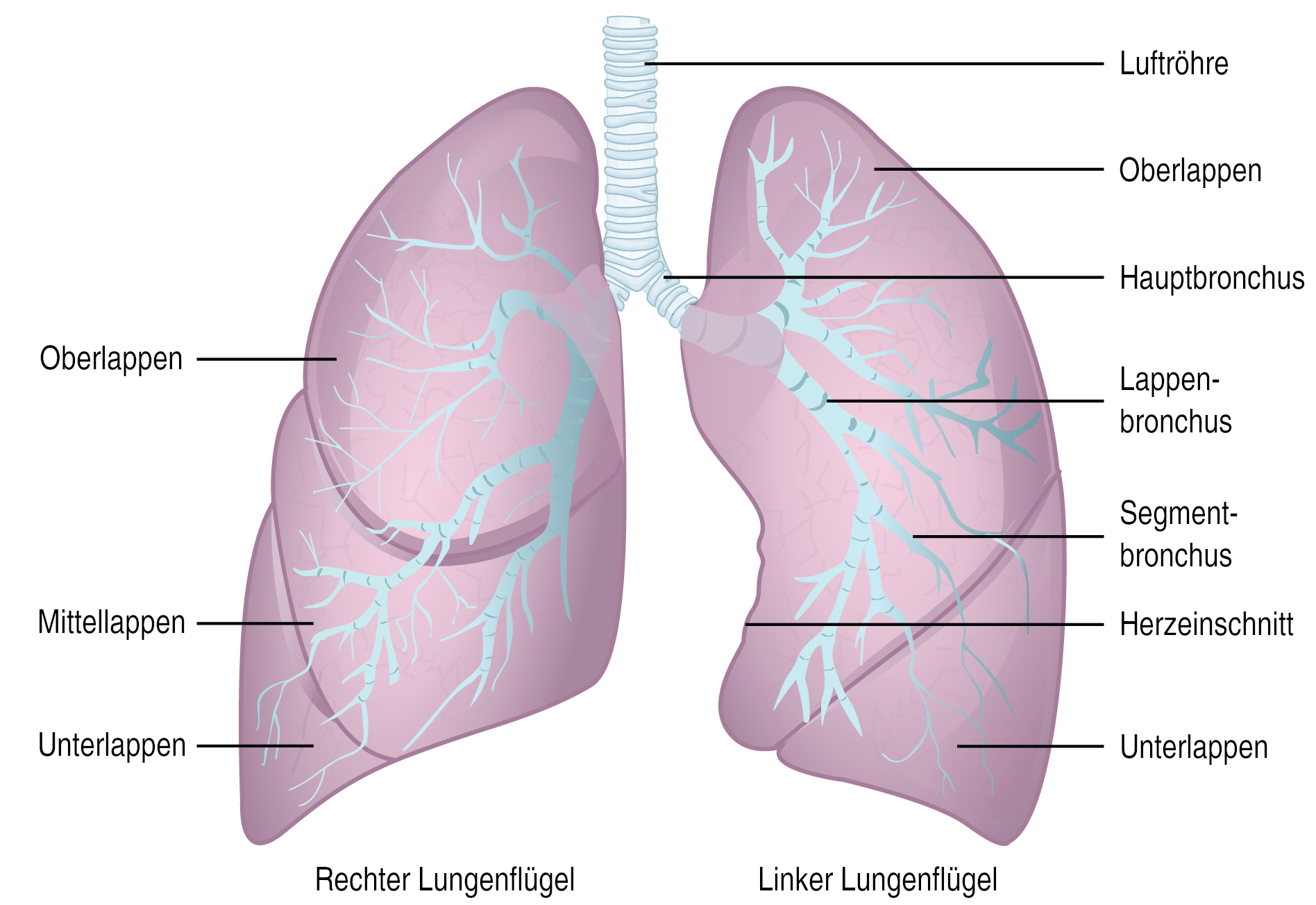
Menschliche Lungen

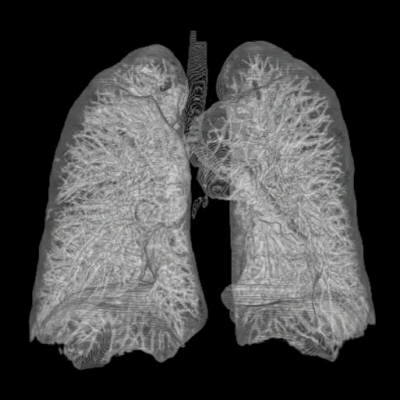
3D-Rekonstruktion menschlicher Lungen aus CT-Bildern

Die menschliche Lunge, als typische Säugetierlunge, besteht aus zwei vom Mediastinum getrennten Lungenflügeln. Dabei entspricht der rechte Lungenflügel der rechten Lunge (Pulmo dexter), der linke Lungenflügel der linken Lunge (Pulmo sinister). Jeder Lungenflügel wird durch tiefe, von Pleura ausgekleideten Furchen in so genannte Lungenlappen (Lobi pulmonales) unterteilt. Der rechte Lungenflügel teilt sich in drei Lappen (Oberlappen oder Lobus superior, Mittellappen oder Lobus medius und Unterlappen oder Lobus inferior), der linke Lungenflügel in lediglich zwei Lappen (Oberlappen und Unterlappen) auf. Die Lungenlappen wiederum werden in Lungensegmente (Segmenta bronchopulmonalia) unterteilt. Dabei handelt es sich um durch Bindegewebsstraßen abgegrenzte und von eigenen Bronchien und Arterien versorgte Lungenabschnitte. Die Bezeichnung der Segmente erfolgt entsprechend der Zuordnung zum versorgenden Bronchialast. 10 Segmente finden sich in der rechten Lunge. Im linken Flügel gibt es nur 9 Segmente, da das 7. Segment fehlt. Der linke Lungenflügel ist etwas kleiner als der rechte, da auf der linken Seite das Herz einigen Raum einnimmt. Dabei bestehen der rechte Lungenoberlappen aus dem apikalen, dem posterioren und dem anterioren Oberlappensegment sowie der Mittellappen (nur rechts) aus dem lateralen und dem medialen Mittellappensegment (Segmente 4 und 5). Es folgen das apikale Unterlappensegment (6er Segment) sowie die vier basalen Unterlappensegmente rechts (mediobasal, anterobasal, laterobasal, posterobasal). Auf der linken Seite besteht der Oberlappen aus den Segmenten 1 bis 3, Namensgebung wie im rechten Oberlappen, sowie aus den beiden Lingulasegmenten (4, 5) (superiores und inferiores Lingulasegment). Es folgen das apikale Unterlappensegment (6er Segment) sowie die drei basalen Unterlappensegmente: anterobasal, laterobasal und posterobasal (Segmente 8 bis 10). Das mediobasale Segment fehlt.
Dass die funktionelle Lungeneinheit nicht der Lungenlappen, sondern das Lungensegment ist, hatte der amerikanische Chirurg Richard H. Overholt in Boston erkannt.
Die Lungenflügel liegen in der Brusthöhle. Oben überragt die Lungenspitze um etwa 1–2 cm das Schlüsselbein, unten liegt die Lunge dem Zwerchfell auf, dessen Lage sehr variabel ist und vorrangig von der Atemstellung und der Körperlage (im Liegen höher als im Sitzen) abhängt. Grob kann man sagen, dass in der Atemruhestellung die Lungenränder auf der Bauchseite in Höhe der 6. Rippe, seitlich in Höhe der 8. Rippe und auf der Rückenseite in Höhe der 10. Rippe zu liegen kommen. Dieser Unterschied ergibt sich aus der schrägen Zwerchfellansatzlinie.
Die linke Lunge ist allgemein kleiner, weil ihr das Herz zum größten Teil aufliegt. Dadurch und bedingt durch die Aufspaltung der Luftröhre in die Hauptbronchien, sodass der linke Luftröhren-Bronchien-Winkel kleiner ist als der rechte, wird die rechte Lunge in der Regel besser belüftet. Der Winkel, der von der Trachea und dem rechten Hauptbronchus eingeschlossen wird, ist größer als jener zwischen Trachea und linkem Hauptbronchus. Dies hat Konsequenzen bei der Aspiration von Fremdkörpern: Diese gelangen meistens in den rechten Hauptbronchus. Das Lungenvolumen eines erwachsenen Menschen beträgt durchschnittlich 5 bis 6 Liter.

### Feinbau

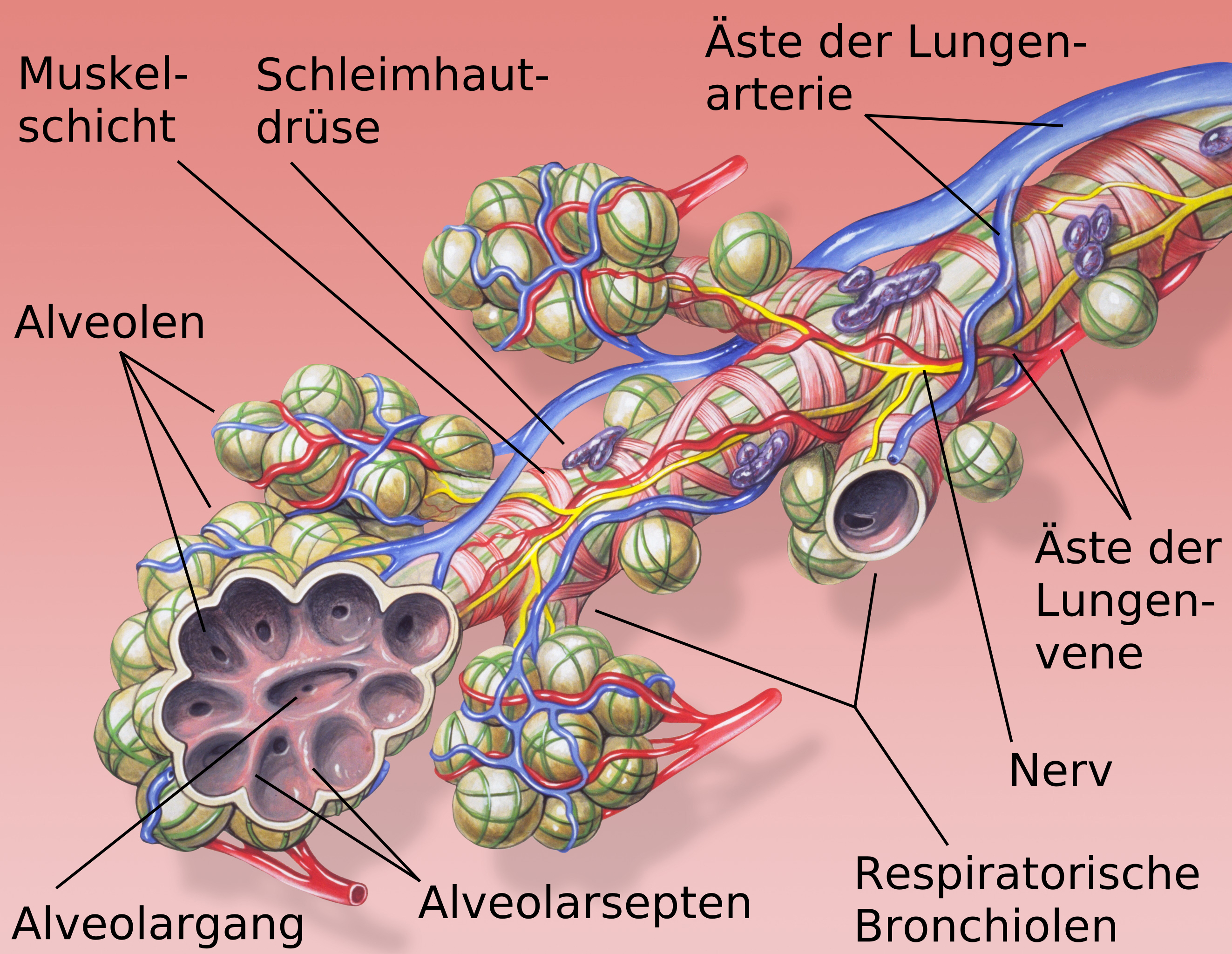
Struktur eines terminalen Bronchiolus (letzte alveolentragende Bronchialaufzweigung).

Das Gewebe der Lungen kann in einen luftführenden Teil und einen Teil, in dem der tatsächliche Gasaustausch stattfindet, unterteilt werden. Die luftführenden Bronchien enden in blind endenden Säckchen, den Lungenbläschen (Alveolen). In diesen findet der Gasaustausch statt.
Die Gesamtheit des luftleitenden Systems wird als Bronchialsystem (Bronchialbaum) bezeichnet. Von innen nach außen finden sich verschiedene Schichten. Das Epithel (Deckgewebe) besteht zu Beginn noch, wie in der Luftröhre, aus mehrreihigem, hochprismatischem Flimmerepithel, doch näher an den Alveolen vereinfacht sich die Struktur, und in den Bronchiolen überwiegt einschichtiges iso- oder hochprismatisches Flimmerepithel. In der darunter liegenden Lamina propria findet sich glatte Muskulatur, deren Anteil zu den Alveolen hin zunimmt. Weiterhin enthält sie eine Vielzahl elastischer Fasern sowie muköse und seröse Drüsen, deren Ausgänge in den Bronchus öffnen und die die Schleimhautoberfläche mit einem Schutzfilm überziehen. Ganz außen findet sich in den großen Bronchien hyaliner Knorpel, der gewährleistet, dass die Luftwege offen bleiben. Je kleiner der Durchmesser der Bronchien wird, umso geringer wird der Anteil der Knorpelmasse, bis sich nur noch kleine Inseln finden.
Zusammen mit den Bronchien verlaufen auch die Arterien und Venen des Lungenkreislaufs sowie die Nervenfasern des Plexus pulmonalis.

### Gasaustausch
Die Oxygenierung des Blutes und die CO2-Abgabe erfolgt in den Alveolen. Diese etwa 300 Millionen sackartigen Erweiterungen (beim erwachsenen Menschen) haben einen Durchmesser von ca. 200 μm. Die von ihnen gebildete Fläche wird als Respiratorische Fläche bezeichnet. Die Alveolen bestehen aus den kleinen Alveolarzellen oder Pneumozyten Typ I, die weniger als 0,1 Mikrometer dick sein können und das Epithel der Alveolen bilden, und den großen Alveolarzellen oder Pneumozyten Typ II, die Surfactant produzieren. Der Anti-Atelektase-Faktor reduziert die Oberflächenspannung gegen ein in sich Zusammenfallen. Weiterhin finden sich noch Alveolarmakrophagen (Fresszellen), die aus dem Blut stammen und Mikroben sowie Staub phagozytieren (Staubzellen) oder nach Blutungen Hämosiderin, ein Abbauprodukt des Blutfarbstoffes Hämoglobin, aufnehmen (Herzfehlerzellen).
Zwischen Luft und Blut befindet sich eine dreischichtige Trennwand, die Blut-Luft-Schranke. Sie wird vom Epithel der Alveolen, der epithelialen und der endothelialen Basalmembran sowie dem Endothel der Kapillaren gebildet und ist zwischen 0,1 und 1,5 μm dick.
Da die Interzellularkontakte des Kapillarendothels für Flüssigkeit durchlässiger sind als die der Alveolarzellen, kann bei Herzschwäche Flüssigkeit in das Bindegewebe austreten und zu einem interstitiellen Ödem (Lungenödem) führen.
Das Bindegewebe zwischen den Bronchien und Alveolen enthält die Aufzweigungen der Lungenarterien und -venen. Die Aufzweigungen der Lungenarterie führen das Blut zu den Alveolen. Der Lymphabfluss erfolgt über die Lungenlymphknoten (Nll. pulmonales) und dann in die Tracheobronchiallymphknoten (Nll. tracheobronchiales).

### Blutgefäße
Die Durchblutung der Wand der Lungenbläschen erfolgt über die Kapillaren des Lungenkreislaufes (Vasa publica, ‚öffentliche Gefäße‘). Das übrige Gewebe, also die Umgebung der Bronchien und die Bindegewebssepten, versorgen Bronchialgefäße (Rami bronchiales, Vasa privata, ‚Eigengefäße‘) aus dem Körperkreislauf. Die Rami bronchiales für die linke Lunge (meist zwei) entspringen direkt aus der Brustaorta. Die Bronchialäste der rechten Lunge entspringen aus einem Stamm der dritten oder vierten hinteren Zwischenrippenarterie. Beide Gefäßsysteme bilden in der Peripherie häufig Anastomosen.
Die meisten Bronchialvenen münden in die Lungenvenen, die hilumnahen Venae bronchiales dagegen rechts in die Vena azygos, links in die Vena hemiazygos. Blut, das aus den Bronchialarterien in die Pulmonalvenen gelangt, bewirkt zusammen mit Blut aus Koronargefäßen, die ins linke Herz münden (Vv. cardiacae minimae), einen kleinen, physiologischen Rechts-links-Shunt. Zusammen mit funktionellen Kurzschlüssen im Lungenkreislauf (Durchblutung nicht belüfteter Lungenanteile) erklärt dies den gegenüber den Alveolen kleineren Sauerstoffpartialdruck in den Arterien des Körperkreislaufs.

### Ontogenetische Entwicklung
Die Lunge ist das einzige Organ, dessen Funktionsfähigkeit, solange der Fötus noch in der Gebärmutter ist, nicht überlebensnotwendig ist. Erst nach der Geburt (dann allerdings innerhalb von Sekunden) übernimmt sie ihre hauptsächliche Funktion. Trotzdem kommt ihr vor der Geburt eine wichtige Rolle zu: Die Lunge produziert täglich bis zu 15 ml Amnionflüssigkeit je kg Körpergewicht.
Die Entwicklung der Lunge beginnt etwa am 30. Tag mit der Ausbildung der Lungenknospe aus dem ventralen (bauchseitigen) Teil des Vorderdarms. Wie bei diesem ist das Epithel, das die Lunge und ihren luftleitenden Apparat (Kehlkopf, Luftröhre, Bronchien) auskleidet, entodermalen Ursprungs. Im Gegensatz dazu entstammt das Muskel- und Knorpelgewebe dem Mesoderm, das das Darmrohr umgibt.
Die Lungenknospe teilt sich dann weiter in eine rechte und eine linke Aufzweigung (die späteren Hauptbronchien). Weiter teilt sich die rechte Aufzweigung in drei weitere Aufzweigungen, die linke in zwei. Jede dieser fünf weiteren Aufzweigungen bildet später einen Lungenlappen (Lobus pulmonis). Von der 5. bis zur etwa 17. Woche wird der gesamte später luftleitende Teil der Lungen angelegt, also die weiteren Verzweigungen der Bronchien bis hin zu den Bronchioli terminales. Vorerst ist dieser nur von hochprismatischem Epithel ausgekleidet, ab der 13. Schwangerschaftswoche finden sich jedoch erste Flimmerepithelzellen. Zellen des Epithels beginnen Amnionflüssigkeit zu produzieren.
In der 16. bis zur 26. Woche bilden sich aus den Enden der Bronchioli terminales die Canaliculi, aus denen das Lungenparenchym hervorgeht. Letzteres ist das Funktionsgewebe der Lunge, in dem nach der Geburt der Gasaustausch vonstattengeht. Eine für das Lungenparenchym typische Zellsorte sind Pneumozyten Typ II, die Surfactant ausscheiden. Einige Pneumozyten Typ II differenzieren sich zu Pneumozyten Typ I, und Kapillaren dringen in das entstehende Lungenparenchym ein. Die Wand der Kapillaren und die Membran der Pneumozyten Typ I bilden später die Blut-Luft-Schranke, wenn ab der 28. SSW Surfactant (→ Lungenreifung) gebildet wird.
Im letzten Trimester der Schwangerschaft bilden sich die Canaliculi zu weiteren Aufzweigungen um, die letztlich als Sacculi blind enden. Alle diese Aufzweigungen des Lungenparenchyms sind mit Pneumozyten vom Typ I und Typ II ausgekleidet. Die Wände der Sacculi und teilweise der vorgeschalteten Aufzweigungen stülpen sich zu halbkugeligen Alveoli aus. Wie die vorherigen Vorgänge vergrößert dies die von Parenchym bedeckte Oberfläche erheblich. Störungen dieser Entwicklung können zu einer Lungenfehlbildung führen. Ein Neugeborenes hat weit weniger Alveoli als ein Erwachsener. Die Bildung der Alveoli wird erst im Kindesalter abgeschlossen.
Bis kurz nach der Geburt enthalten die Lungen Fruchtwasser; dann vergrößert der Muskelapparat an den Rippen und des Zwerchfells das Volumens des Brustkorbs und infolge des größeren Luftdrucks außen strömt Luft in die Bronchien und dringt in die Lungenbläschen ein. Das Surfactant reduziert die Oberflächenspannung des Wassers und verhindert so das Atemnotsyndrom des Neugeborenen. Die vorhandene Flüssigkeit wird eher absorbiert und via Blut abtransportiert als ausgestoßen oder abgehustet. Ein erster Schrei bestätigt die Luftfüllung der Lunge des Neugeborenen. Die Umgehungskreisläufe schließen sich.

### Physiologie der Ein- und Ausatmung

Ausdehnung der Lunge bei Ein- (blau) und Ausatmung (rosa)

Das Atmen beginnt beim Einatmen (Inspiration) in der Regel mit der Interkostalmuskulatur bzw. dem Zwerchfell. Das Zwerchfell ist der stärkste Inspirationsmuskel, bei seiner Kontraktion flacht es sich ab und drückt die Bauch- und Beckeneingeweide nach kaudal (steißbeinwärts), wodurch sich das Thoraxvolumen vergrößert. Bei der Brustatmung kontrahieren sich die Musculi intercostales externi (äußere Zwischenrippenmuskeln). Dabei wird der Brustkorb angehoben und erweitert, wodurch die Lunge, die, selbst von der Pleura visceralis (oder pulmonalis) überzogen, über den Pleuraspalt (Cavitas pleuralis) mit der Pleura parietalis des Brustkorbs in Verbindung steht, mitgedehnt wird. Dadurch sinkt der Druck in der Lunge. Nach größeren Anstrengungen können zur erleichterten Atmung weitere Atemhilfsmuskeln beigezogen werden, z. B. der kleine und große Brustmuskel. Dies machen sich Sportler nach einem intensiven Rennen zu Nutze, indem sie sich mit den Armen zum Beispiel an einer Mauer aufstützen: ihre Arme sind dann fixiert (Punctum fixum), und somit ziehen die Brustmuskeln nicht die Arme zum Brustkorb, sondern umgekehrt den Brustkorb zu den Armen, die Rippen werden angehoben, und die Lunge füllt sich mit Luft. Nach der Druck-Volumen-Beziehung (Boyle-Mariottesches Gesetz) muss aber nun bei Änderungen des Drucks – sofern die Nasenlöcher bzw. der Mund offen sind und mit der Außenwelt in Verbindung stehen – das Volumen isobar (d. h. bei gleichem Druck) zunehmen. Die Lunge füllt sich, die Inspiration ist beendet.
Bei der Zwerchfellatmung senkt sich das Zwerchfell lediglich durch Kontraktion (das Zwerchfell besteht aus Muskulatur) und bewirkt somit eine Dehnung der Lungenflügel nach unten.
Die Ausatmung (Exspiration) geht zumeist passiv vonstatten, denn nach der Inspiration ist die Lunge samt Brustkorb so weit gedehnt, dass darin elastische Verformungsarbeit gespeichert ist (ähnlich einer Feder, die zunächst gespannt und dann losgelassen wird), die der Lunge die „verbrauchte“ Luft austreibt. Erfolgt die Exspiration mit Beteiligung der exspiratorischen Atemhilfsmuskulatur, so spricht man von forcierter Exspiration. Dabei kontrahieren sich zunächst die Mm. intercostales interni, es können aber auch diverse andere Atemhilfsmuskeln zum Zuge kommen. Eine besondere Rolle im Zusammenhang mit der forcierten Exspiration spielt vor allem der Musculus latissimus dorsi („Hustenmuskel“).
Mit der Atemluft eindringende Partikel setzen sich an der Schleimhaut der Atemwege ab und werden von den Flimmerhärchen in Richtung Mund transportiert und anschließend verschluckt oder ausgehustet. Bis in die Lungenbläschen gelangende Mikropartikel können dort auch von Fresszellen aufgenommen werden.

### Erkrankungen
Lungenembolie. Bei der Lungenembolie verstopft ein Embolus eine der zuführenden Lungenarterien und bewirkt dadurch, dass ein Lungenabschnitt nicht mehr durchblutet wird. Folglich kann in diesem Abschnitt kein Blut oxygeniert werden.
Obstruktive Lungenerkrankungen. Bei den chronisch obstruktiven Lungenerkrankungen (von englisch Chronic obstructive pulmonary disease, COPD) behindert eine Einengung der Atemwege den Luftstrom. Dies führt häufig zu Atemnot (Dyspnoe). Wichtigster Risikofaktor ist das Rauchen, aber auch Umweltverschmutzung, ein geringes Geburtsgewicht und genetische Faktoren werden dafür verantwortlich gemacht. Zu den COPD gehören die Chronische Bronchitis und das Lungenemphysem. Ein Lungenemphysem kann sich auch aus einer erblich bedingten Stoffwechselstörung, dem Alpha-1-Antitrypsin-Mangel, entwickeln.
Restriktive Lungenerkrankung. Im Gegensatz dazu ist bei den restriktiven Lungenerkrankungen die Flexibilität der Lunge eingeschränkt (im Sinne von: Einschränkung der Lungenbeweglichkeit). Dadurch verringern sich das Lungenvolumen und die Compliance, also die Dehnbarkeit relativ zum Druck. Hierzu gehören Sarkoidose, Pneumokoniose (Staublunge) und andere Erkrankungen, die eine Fibrose des Lungengewebes zur Folge haben, aber auch äußere Einflüsse wie Missbildungen des Brustkorbs (Kyphose, Skoliose).
Lungenödem. Lungenödem bezeichnet die Ansammlung von Flüssigkeit im Lungengewebe. Dabei wird zwischen Permeabilitätsödemen (ARDS, toxisches Lungenödem), bei denen die Durchlässigkeit der Kapillaren erhöht ist, und hydrostatischen Lungenödemen (kardiales Ödem, Höhenödem), bei dem der Druck in den Kapillaren den Druck in den Alveoli so sehr übersteigt, dass die Flüssigkeit aus den Kapillaren hinaus „gepresst“ wird, unterschieden.
Atelektase. Bei der Atelektase ist ein Lungenabschnitt kollabiert, und die Alveoli enthalten keine oder nur noch sehr wenig Luft.
Pneumothorax. Gewinnt der Pleuraspalt von innen oder außen Anschluss an die Luft, bricht der Unterdruck im Pleuraspalt zusammen und der entsprechende Lungenflügel kollabiert. Anders als ein gänzlich fehlender Lungenflügel bedeutet ein Pneumothorax einen funktionellen Rechts-links-Shunt, da über den betroffenen Lungenflügel Blut aus dem Körperkreislauf ohne wesentliche Oxygenierung wieder in den Körperkreislauf gelangt, sodass die volle Sättigung nicht erreicht werden kann.
Tuberkulose. Tuberkulose, eine Infektionskrankheit, deren Erreger Mycobacterium tuberculosis ist, wird durch Tröpfcheninfektion übertragen und manifestiert sich zuerst in der Lunge. Auf dem Röntgenbild zeigen sich charakteristische mottenfraßartige Läsionen, welche der Erkrankung auch den Beinamen „die Motten“ einbrachten.
Entzündungen. Entzündungen in der Lunge werden unterschieden in Pneumonien (Lungenentzündungen), bei denen das Lungengewebe betroffen ist, Bronchitis als Entzündung der Bronchien und Bronchiolitis, die Entzündung der kleinen Bronchien.
Neubildungen. Krebserkrankungen der Lunge werden als Bronchialkarzinom bezeichnet, da sie als bösartige Neubildungen entarteter Zellen der Bronchien oder Bronchiolen entstehen. Es ist eine der häufigsten bösartigen Erkrankungen des Menschen. Laut Weltgesundheitsorganisation werden anhand der Histologie verschiedene Subtypen unterschieden: Plattenepithelkarzinome, Adenokarzinome, klein- und großzellige Karzinome und weitere, selten auftretende Typen. Außerdem finden sich in der Lunge durch ihre Filterfunktion häufig Metastasen anderer Neubildungen. Zudem können (primäre) Lungensarkome auftreten.
Bei Atemstillstand kann die Lunge – pulsierend – durch Füllen mittels gering dosiertem Luftüberdruck via Bronchien beatmet werden, was im Notfall oder bei Narkose der Lebenserhaltung dient.

## Vogellunge
Im Gegensatz zur Säugetierlunge sind die Lungen der Vögel unbeweglich im Brustraum. Sie liegen dorsal einer Bindegewebsmembran (Septum horizontale). Das Brustfell wird zwar embryonal angelegt, bildet sich aber wieder zurück. Die Vogellunge ist nicht gelappt und vollzieht während der Atmung keine Volumenänderungen, sondern wird durch Luftsäcke belüftet.
An der Gabelung der Luftröhre (Trachea) teilt sich das luftleitende System in die beiden Stammbronchien. Hier liegt auch das Stimmorgan der Vögel, die Syrinx. Von den Stammbronchien gehen vier Gruppen von Sekundärbronchien (medioventrale, mediodorsale, lateroventrale und laterodorsale). Die weiteren Aufzweigungen der laterodorsalen Bronchien bezeichnet man als Neopulmo.
Von den Sekundärbronchien gehen Parabronchien (Lungenpfeifen) aus. Sie sind 0,5–2 mm dick. In ihrer Wand gibt es kleine trichterförmige Öffnungen, die in die Luftkapillaren (Pneumocapillares) führen. Die Luftkapillaren bilden ein Netzwerk meist untereinander kommunizierender Röhren und sind das eigentliche Austauschgewebe, um das dichte Blutkapillarnetze ausgebildet sind. Im Gegensatz zu den Säugetieren handelt es sich nicht um ein blind endendes System, sondern um ein offenes Röhrensystem. Nach Durchströmen der Lunge gelangt die Luft in die Luftsäcke, die wie Blasebälge für die Ventilation (den Luftstrom) sorgen.